# Avenue Victor-Hugo (Noisy-le-Sec)
Pour les articles homonymes, voir Avenue Victor-Hugo.
L`avenue Victor-Hugo est une voie de la commune française de Noisy-le-Sec,.

## Situation et accès

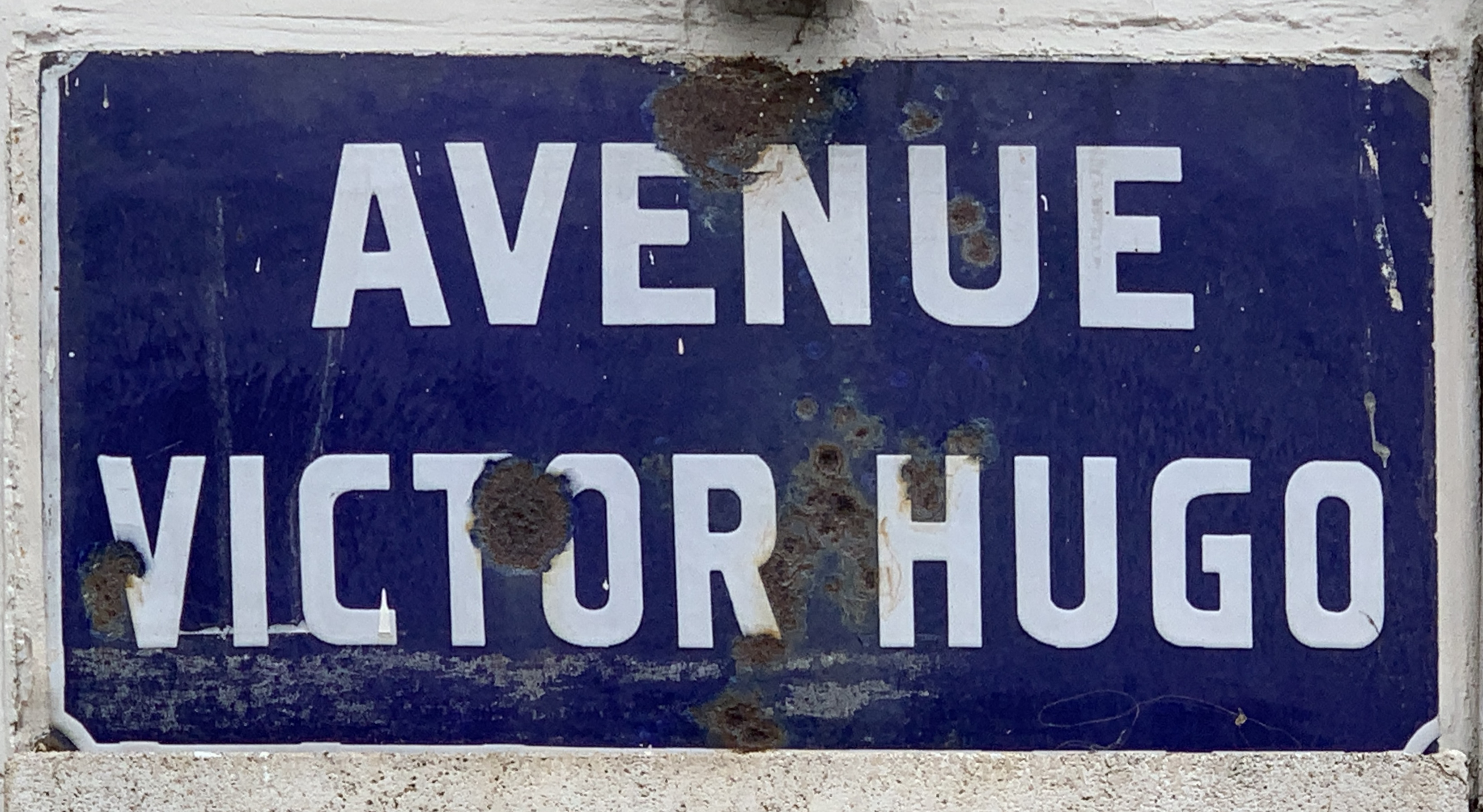
Plaque de l'avenue Victor-Hugo.

Cette avenue orientée d'ouest en est, commence son tracé au rond-point du 11-Novembre-1918 (anciennement rond-point de Merlan) où se rencontrent l'avenue Marceau, la rue de Merlan, l'avenue du Général-Leclerc, le boulevard de la République et l'avenue Pasteur. Elle se termine à l'Avenue de Rosny.
Elle est desservie par la gare de Noisy-le-Sec.

## Origine du nom
En 1895, la partie de l'ancien chemin de Notre-Dame-des-Anges située entre le rond-point et la route de Bondy à Noisy-le-Sec prit le nom de Victor Hugo, en hommage au poète, dramaturge, écrivain et homme politique français Victor Hugo (1802-1885).

## Historique
- Le 18 avril 1944, cette avenue et ses alentours ont été victimes d'un important bombardement aérien.

## Bâtiments remarquables et lieux de mémoire

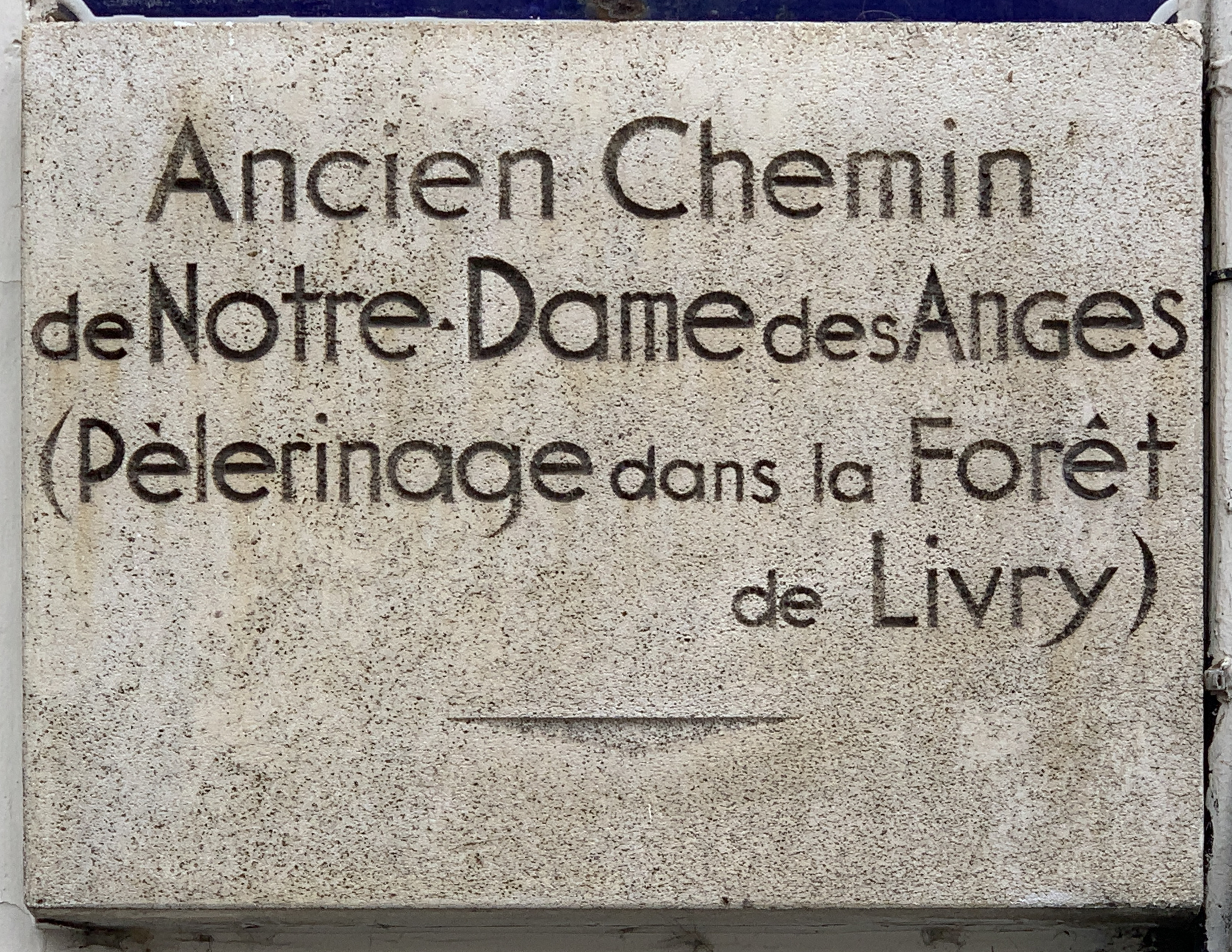
Plaque de l'ancien chemin de Notre-Dame-des-Anges, en 2021.

- L'avenue se trouve sur le trajet du pèlerinage de Notre-Dame-des-Anges à Clichy-sous-Bois, qui passait par Bondy en traversant la forêt de Livry[4].
- Le foyer noiséen, ensemble HBM[5].